# Fast & Furious 6
Fast & Furious 6 ist ein US-amerikanischer Actionfilm aus dem Jahr 2013. Es handelt sich um den sechsten Teil der Filmreihe Fast & Furious. Regie führte, wie auch bei den drei vorangegangenen Teilen, Justin Lin. Die Handlung des Films ist dabei nach Fast & Furious Five und vor The Fast and the Furious: Tokyo Drift angesiedelt. Die Produktionskosten beliefen sich auf 160 Millionen US-Dollar, weltweit nahm der Film 787,5 Mio. US-Dollar ein.

## Handlung
Nach dem erfolgreichen Raub in Rio sind Dominic „Dom“ Toretto und seine Leute in den Ruhestand gegangen: Dom lebt mit Elena Neves, seiner Schwester Mia, Brian O’Conner und deren gemeinsamen Sohn Jack zusammen auf den Kanarischen Inseln. Gisele und Han planen, nach Tokio zu ziehen, und Roman und Tej führen ein Leben im Luxus.
Luke Hobbs, Agent des Diplomatic Security Service, und seine Partnerin Riley sind mit der Untersuchung der Zerstörung eines russischen Militärkonvois betraut, für die der ehemalige britische SAS-Soldat Owen Shaw verantwortlich ist. Shaw plant den Raub weiterer Komponenten für eine Waffe, welche in der Lage ist, die Kommunikationsmittel eines ganzen Landes zu blockieren. Hobbs macht Dom ausfindig und bittet ihn im Rahmen der geplanten Verhaftung Shaws um Mithilfe. Dom lehnt zunächst ab, ändert seine Meinung jedoch, als er von Hobbs erfährt, dass seine Ex-Freundin Letty, die er für tot hielt, an den Überfällen beteiligt war. Dom ruft seine Leute zusammen, die sich bereiterklären, Hobbs bei der Festnahme von Shaw zu helfen. Im Gegenzug erhalten sie vollständige Amnestie für ihre Verbrechen.
Die Crew und Hobbs beobachten eine Razzia in London. Die Beamten hatten ein Teammitglied von Shaw verwanzt in das Versteck Shaws geschickt. Shaw kann jedoch flüchten und sprengt den Unterschlupf in die Luft. Das Team um Dom verfolgt Shaw, Letty verhilft ihm jedoch zur Flucht und schießt Dom an. Später stellt sich heraus, dass Shaw Verbindung zum mexikanischen Drogenbaron Arturo Braga hat. Brian begibt sich in die Vereinigten Staaten und lässt sich kurzzeitig in das Gefängnis einsperren, in dem Braga inhaftiert ist. Er findet heraus, dass Letty nicht umgebracht wurde, sondern unter Gedächtnisverlust leidet und seitdem für Shaw arbeitet. Nachdem Dom Letty in London zur Rede gestellt hat, taucht Shaw auf und rät ihm, aus London zu verschwinden. Dom weigert sich jedoch, ohne Letty zu gehen.
Weil vermutet wird, dass Shaw einen Angriff auf einen NATO-Militärstützpunkt in Spanien plant, wo sich ein von ihm gesuchter Computerchip befindet, wird dieser mit einem Militärkonvoi abtransportiert. Shaw ahnte dies voraus und beginnt planmäßig einen Überfall auf den Konvoi. Er verschafft sich mitsamt seinen Handlangern Zugriff auf den transportierten Panzer, in dem sich der gesuchte Chip befindet. Es beginnt eine zerstörerische Fahrt über die Autobahn. Doms Mannschaft gelingt es, den Panzer auf einer Brücke zu stoppen, wodurch Letty, die sich gerade auf dem Dach des Panzers befindet, weggeschleudert wird. Dom rettet sie im Hechtsprung.
Als Shaw und sein Team verhaftet werden, bringt man sie auf den spanischen Militärstützpunkt. Shaw erpresst seine Freiheit, da seine Handlanger Mia in ihrer Gewalt haben. Es stellt sich zudem heraus, dass Riley für Shaw arbeitet. Sie flüchtet mit Shaw. Letty bleibt bei Dom und verspricht Unterstützung bei der Festnahme Shaws. Das gesamte Team nimmt die Verfolgung auf. Dom, Brian und Letty folgen ihm in ein startendes Frachtflugzeug (Antonow An-124). Brian befreit Mia an Bord des Flugzeuges aus der Gewalt ihrer Entführer. Um das Flugzeug am Starten zu hindern, schießt Doms Team Stahlseile in die Flügel des Flugzeugs, welche sie mit ihren Autos verankert haben. Gisele opfert ihr Leben, um Han aus einer gefährlichen Situation zu retten. Als das Flugzeug unter der Gewichtslast wieder zu Boden stürzt, wird Shaw aus dem brennenden Flugzeug geschleudert. Dom gelingt es, mit einem Auto durch die Nase des Flugzeugs zu springen und so dem Tod zu entkommen. Doms Team kehrt in die Vereinigten Staaten zurück, wo sie von Hobbs ihre Straffreiheit erhalten.
Nach dem Abspann wird Hans Unfall in Tokio gezeigt. Es stellt sich heraus, dass dieser von Owen Shaws Bruder Deckard verursacht wurde. Deckard ruft daraufhin Dom an und teilt ihm mit, dass sie sich bald kennenlernen würden.

## Produktion

### Entstehungsgeschichte
Die Dreharbeiten für den nächsten Teil der Serie sollten im Mai 2012 in London und Berlin beginnen. Mitte Juni 2012 hatte Darstellerin Jordana Brewster noch kein Skript gelesen und Regisseur Justin Lin twitterte aus London von den Vorbereitungen der Dreharbeiten, die schließlich Anfang August begannen. Diese fanden wegen Steuervorteilen an den Stellen, die ursprünglich in Marseille geplant waren, unter anderem in Santa Cruz und Puerto de la Cruz auf Teneriffa statt. Zusätzliche Dreharbeiten fanden von Ende August bis Mitte September im schottischen Glasgow statt, jedoch ohne Präsenz der Hauptdarsteller.

### Synchronisation
Die deutsche Synchronisation des Films übernahm die Berliner Synchron AG in Berlin nach dem Dialogbuch von Sven Hasper unter der Dialogregie von Oliver Rohrbeck.
| Rollenname            | Darsteller               | Deutsche Synchronstimme |
| --------------------- | ------------------------ | ----------------------- |
| Dominic „Dom“ Toretto | Vin Diesel               | Martin Keßler           |
| Brian O’Conner        | Paul Walker              | David Nathan            |
| Leticia „Letty“ Ortiz | Michelle Rodríguez       | Ghadah Al-Akel          |
| Luke Hobbs            | Dwayne Johnson           | Ingo Albrecht           |
| Roman Pearce          | Tyrese Gibson            | Tobias Kluckert         |
| Tej Parker            | Chris „Ludacris“ Bridges | Jan-David Rönfeldt      |
| Han Lue               | Sung Kang                | Gerrit Schmidt-Foß      |
| Owen Shaw             | Luke Evans               | Torben Liebrecht        |
| Deckard Shaw          | Jason Statham            | Leon Boden              |
| Mia Toretto           | Jordana Brewster         | Ranja Bonalana          |
| Gisele Harabo         | Gal Gadot                | Giuliana Jakobeit       |
| Riley Hicks           | Gina Carano              | Maja Maneiro            |

### Filmmusik
Die Filmmusik erschien am 24. Mai 2013 unter dem Titel Fast & Furious 6 – Original Soundtrack. Herausgeber ist das Label Def Jam (Universal).
| Nr. | Titel                            | Interpret                             | Länge |
| --- | -------------------------------- | ------------------------------------- | ----- |
| 1   | We Own It (Fast & Furious)       | 2 Chainz and Wiz Khalifa              | 3:47  |
| 2   | Ball                             | T.I. feat. Lil Wayne                  | 3:24  |
| 3   | Con Locura                       | Sua feat. Jiggy Drama                 | 3:47  |
| 4   | HK Superstar                     | MC Jin feat. Daniel Wu                | 3:24  |
| 5   | Failbait                         | deadmau5 feat. Cypress Hill           | 4:49  |
| 6   | Bada Bing                        | Benny Banks                           | 3:19  |
| 7   | Burst! (Bart B More Remix)       | Peaches                               | 6:13  |
| 8   | Mister Chicken                   | Deluxe                                | 3:13  |
| 9   | Roll It Up                       | The Crystal Method                    | 6:01  |
| 10  | Here We Go/Quasar (Hybrid Remix) | Hard Rock Sofa & Swanky Tunes         | 3:23  |
| 11  | Bandoleros                       | Don Omar feat. Tego Calderón          | 5:06  |
| 12  | Rest Of My Life                  | Ludacris feat. Usher and David Guetta | 3:52  |

### Verwendete Fahrzeuge
| Fahrzeug                      | Jahr      | Verwendung im Film                                                     |
| ----------------------------- | --------- | ---------------------------------------------------------------------- |
| Alfa Romeo Giulietta          | 2010      | Dient als Fluchtfahrzeug aus dem Flugzeug                              |
| Aston Martin DB7              | 1994      | Gefahren von Owen Shaw                                                 |
| Aston Martin DB9              | 2004      | Gefahren von Owen Shaw                                                 |
| BMW M5 (E60)                  | 2007      | Fahrzeuge der Crew, bei der ersten Verfolgung von Shaw in London       |
| Dodge Challenger SRT-8        | 2009      | Dominics Fahrzeug zu Beginn des Films                                  |
| Dodge Charger Daytona         | 1970      | Dominics Auto in London und Spanien                                    |
| Dodge Charger SRT-8           | 2012      | Fahrzeug, mit dem Dominic aus dem Flugzeug entkommt                    |
| Ducati Monster 1100           | unbekannt | Gefahren von Gisele                                                    |
| „Ramp Car“                    | 2012      | Owen Shaws und Veghs Fahrzeug (Spezialanfertigung für den Film)        |
| Ford Escort RS 2000 (Mk1)     | 1974      | Brians Auto in London und Spanien                                      |
| Ford Mustang                  | 1969      | Romans Auto in London und Spanien                                      |
| International MXT-MVA         | unbekannt | Hobbs’ Fahrzeug                                                        |
| Jensen Interceptor            | 1973      | Lettys Fahrzeug                                                        |
| Mercedes-Benz G-Klasse        | unbekannt | Fahrzeug, das Roman und Tej bei der Verfolgung des Flugzeugs verwenden |
| Nissan GT-R                   | 2008      | Brians Wagen zu Beginn des Films                                       |
| Range Rover (MK III)          | 2002      | Mitglieder aus Shaws Crew                                              |
| Land Rover Defender           | unbekannt | Mitglieder aus Shaws Crew                                              |
| Chieftain                     | unbekannt | Kampfpanzer                                                            |
| Vauxhall Vectra               | unbekannt | Polizei-Fahrzeuge                                                      |
| Mercedes-Benz S-Klasse (W140) | unbekannt | Deckard Shaws Auto im Abspann                                          |

## Rezeption

### Kritiken
„Fast & Furious 6 leidet an den gleichen Schwächen wie seine beiden direkten Vorgänger – und überzeugt erfreulicherweise auch mit ähnlichen Stärken wie zuletzt Fast Five. Beides liegt in Justin Lins spürbarer Ambition begründet, (halbwegs) dreidimensionale Figuren mit (halbwegs) nachvollziehbaren Konflikten in (halbwegs) klassisch erzählten Genrefilmen zu inszenieren. Da Lins Regie dazu neigt, sich im allmählichen Aufbau dieser Konfliktlagen ein wenig zu sehr in Umständlichkeiten zu verstricken, dauert es wie schon in Fast Five eine Weile, bis der mit 130 Minuten erneut recht lang geratene Film wirklich Tempo aufnimmt. Setzt die Beschleunigung dann endlich ein, trägt sie auch mit angemessener Rasanz durch die spektakuläre zweite Hälfte.“

„Ein aberwitziger Actionfilm, der sich nicht um die Gesetze der Schwerkraft schert, seine akrobatischen Kämpfe aber größtensteils [sic] unblutig auf die Leinwand bannt.“

„FAST & FURIOUS 6 wird seinen Vorgängern in jeder Hinsicht gerecht und setzt noch einen oben drauf: mehr Autos, mehr Kilometer pro Stunde und vor allem mehr Diesel-Johnson-Action. Mehr ist jedoch nicht gleich besser. Speziell die Dialoge und Handlungsstränge wirken dabei so zäh wie ein mehrmals durchgekauter Kaugummi – geschmacklos!“

### Einspielergebnis
Die Produktionskosten lagen bei 160 Mio. US-Dollar und damit 35 Mio. US-Dollar höher als beim Vorgänger. Weltweit nahm der Film 787,5 Mio. US-Dollar ein, was eine Erhöhung um 25,8 % gegenüber seinem Vorgänger entspricht. Allein in den Vereinigten Staaten nahm er über 238,7 Mio. US-Dollar ein. In Deutschland erzielte der Film ein Einspielergebnis von 22,8 Millionen Euro. Er belegt Platz 111 (Stand: 31. Dezember 2024) in der Liste der erfolgreichsten Filme aller Zeiten. Im Jahr 2013 wurden bundesweit 2.864.647 Besucher an den deutschen Kinokassen gezählt, womit der Film den 8. Platz der meistbesuchten Filme des Jahres belegte.
Die gesamte Filmreihe nahm weltweit bisher ca. 2,38 Milliarden US-Dollar ein. Abgesehen von Tokio Drift stiegen die weltweiten Einnahmen der Filme von Teil zu Teil stetig an. In der Liste der erfolgreichsten Filmreihen belegt sie Platz 15 bzw. ist sie nach Star Wars die bisher zweiterfolgreichste sechsteilige Filmreihe.

## Fortsetzungen
Zwei Jahre später erschien 2015 die Fortsetzung Fast & Furious 7, welche den Cliffhanger dieses Films fortsetzt. Chronologisch betrachtet kann ebenfalls The Fast and the Furious: Tokyo Drift aus dem Jahr 2006 als direkte Fortsetzung gesehen werden. 2017 folgte Fast & Furious 8 und 2021 Fast & Furious 9.